# Parnaenus
Parnaenus Peckham & Peckham, 1896 è un genere di ragni appartenente alla famiglia Salticidae.

## Distribuzione
Le tre specie oggi note di questo genere sono diffuse in America centrale e meridionale con un'estensione dell'areale dal Guatemala all'Argentina per gli esemplari finora raccolti.

## Tassonomia
Generalmente considerato un sinonimo di Dendryphantes C. L. Koch, 1837, venne riconvalidato da sottogenere a genere da uno studio dell'aracnologo Kraus del 1955 sempre nell'ambito di Dendryphantes. Nel 1971 e nel 1983 a seguito di due studi, rispettivamente di Prószynski e Brignoli, assurse al rango di genere autonomo.
A maggio 2010, si compone di tre specie:
- Parnaenus cuspidatus F. O. P.-Cambridge, 1901 — Guatemala, El Salvador
- Parnaenus cyanidens (C. L. Koch, 1846)[2] — dal Guatemala al Perù, Bolivia, Brasile, Guyana
- Parnaenus metallicus (C. L. Koch, 1846) — Brasile, Argentina

### Specie trasferite
- Parnaenus convexus Chickering, 1946: ridenominata Bryantella convexa (Chickering, 1946) da uno studio dell'aracnologo Prószynski del 1971; in seguito ne è stata riconosciuta la sinonimia con Bryantella smaragdus (Crane, 1945) in uno studio dell'aracnologa Scioscia del 1988[1].
- Parnaenus crassidens (Kraus, 1955): ridenominata Metaphidippus crassidens (Kraus, 1955) da uno studio dell'aracnologa Scioscia del 1997[1].
- Parnaenus fimbriatus F. O. P.-Cambridge, 1901: ridenominata Metaphidippus fimbriatus (F. O. P.-Cambridge, 1901) da uno studio dell'aracnologa Scioscia del 1997[1].